# Papo-de-anjo
Il Papo de anjo  o papo-de-anjo, traducibile approssimativamente come "parole d'angelo", è un tradizionale dolce portoghese composto essenzialmente da tuorli d'uovo battuti, cotti e successivamente bolliti nello sciroppo di zucchero. Il nome viene tipicamente pronunciato papu ˈðɐ̃ʒu o ˈpapu ðɨ ˈɐ̃ʒu in Portoghese.

## Storia
Come per i fios de ovos e molti altri classici dolci portoghesi a base di tuorlo d'uovo, si ritiene il papo de anjo sia stato creato dalle suore portoghesi intorno al quattordicesimo o quindicesimo secolo. La lavanderia era un'attività comunemente svolta all'interno dei conventi e dei monasteri dalle suore e, il loro utilizzo degli albumi d'uovo per l'inamidatura dei vestiti, creò un'eccessiva scorta di tuorli d'uovo. 

## Preparazione
Conformemente con la maggior parte delle ricette, i tuorli devono essere battuti fino a quando essi non si siano gonfiati fino a raddoppiare il loro volume originario. Alcune ricette includono tra gli ingredienti anche gli albumi (1 o 2 albumi per ogni 10 tuorli), montati a neve separatamente e successivamente uniti dolcemente con i tuorli. Il composto viene dunque versato in formine da muffin precedentemente unti (circa 1/2 cucchiaini ognuno) e cotti fino a quando non raggiungano una consistenza compatta senza il formarsi di una crosta. Le singole parti vengono poi leggermente bollite nello sciroppo, il quale può, a seconda dei propri gusti personali, venire aromatizzato con del rum, con della vaniglia, o con della scorza d'arancia.